# Olfert Fischer (kystforsvarsskib)
 For alternative betydninger, se Olfert Fischer (flertydig). (Se også artikler, som begynder med Olfert Fischer)
Olfert Fischer var et dansk pansret krigsskib, oprindeligt betegnet som "panserskib", fra 1911 som "pansret kystforsvarsskib", fra 1912 blot "kystforsvarsskib", og endelig fra 1922 som "orlogsskib". Med de tre skibe af Herluf Trolle-klassen fik Marinen endelig den serie homogene panserskibe, man havde ønsket i flere år. I forhold til det fire år ældre søsterskib Herluf Trolle var der kun foretaget mindre ændringer, og de tre skibe lignede hinanden så meget, at Marinen malede ringe på skorstenene for at skelne mellem dem. Olfert Fischer var pansret med cementeret nikkelstål fra Krupp, der havde større modstandskraft. 24 cm kanonerne havde længere løb, og kunne række 13.700 m mod 11.500 m i Herluf Trolle, og skudhastigheden var øget fra 1,3 til 1,8 skud pr. minut. De mellemsvære 15 cm kanoner havde kun fået øget rækkevidden fra 10.300 til 10.400 m, og skudhastigheden fra 6,5 til 7 skud pr. minut. Da Marinens gamle flagskib Helgoland snart skulle udrangeres, blev Olfert Fischer indrettet som admiralsskib, med ekstra kahytter. Skibet var opkaldt efter den danske søofficer Olfert Fischer, der ledede flåden i Slaget på Reden.

## Tjeneste
Olfert Fischer fik en aktiv karriere i Marinen, og deltog både i sommer- og vintereskadrer. Under 1. verdenskrig udgjorde den sammen med sine to søsterskibe og Skjold rygraden i den sikringsstyrke, der bevogtede de danske minefelter og markerede den danske neutralitet. Marinens store enheder gjorde på skift tjeneste i 1. eskadre i Øresund og 2. eskadre i Storebælt. I 1920 hejste skibet kommando igen, og var med til at udføre bevogtning i Lillebælt og det Sydfynske Øhav, hvor bander af undvegne russiske krigsfanger hærgede. I maj 1920, da Sønderjylland var stemt hjem til Danmark, overførte skibet danske tropper til Sønderjylland, til afløsning for de allierede besættelsestropper i afstemningszonen. Olfert Fischer var jævnligt udrustet i mellemkrigsårene, og var på sit sidste togt i eskadre i 1933.
I 1936 var Olfert Fischer klar til at blive udrangeret, men Søværnet besluttede at anvende det en ekstra gang, denne gang som målskib ved forsøg med luftbombardementer. Både Hærens Flyvertropper og Marinens Flyvevæsen deltog i øvelsen, der gik ud på at bestemme træfsikkerheden ved luftbombardementer. Olfert Fischer sejlede rundt i Faxe Bugt med omkring 9 knobs fart, og flyene forsøgte at ramme den med 12 kg øvelsesbomber, mens skibet til gengæld foretog undvigemanøvrer. Resultatet var, at af 386 kastede bomber blev skibet ramt af de 12, svarende til en træfprocent på omkring 3. Efter øvelserne blev Olfert Fischer solgt og ophugget.